# Булдакова, Людмила Степановна
Людми́ла Степа́новна Булдако́ва (до 1959 — Мещеряко́ва; 25 мая 1938, Ленинград — 7 ноября 2006) — советская волейболистка, игрок сборной СССР (1955—1972). Двукратная олимпийская чемпионка (1968 и 1972), трёхкратная чемпионка мира (1956, 1960 и 1970), трёхкратная чемпионка Европы, 7-кратная чемпионка СССР, заслуженный мастер спорта СССР (1960).

## Биография
Родилась 25 мая 1938 года в Ленинграде. Волейболом начала заниматься в 1952 году в Каунасе, куда переехала с семьёй после Великой Отечественной войны. Начинала свою игровую карьеру в амплуа нападающей, но наибольших успехов добилась в качестве связующей.
В 1955—1956 выступала за команду «Жальгирис» (Каунас). С 1957 и до завершения игровой карьеры (в 1974) — игрок московского «Динамо», в составе которого 6 раз становилась чемпионкой СССР и 8 раз побеждала в розыгрыше Кубка европейских чемпионов. В составе сборной Москвы стала двукратной чемпионкой (1967 и 1971) и серебряным призёром (1959) Спартакиад народов СССР (также чемпионкой СССР 1967).
В составе сборной СССР в официальных турнирах Людмила Булдакова выступала на протяжении 17 лет — с 1955 по 1972 годы — и многократно становилась победителем и призёром крупнейших международных соревнований, в том числе двукратной олимпийской чемпионкой (1968 и 1972), трёхкратной чемпионкой мира, трёхкратной чемпионкой Европы.
После окончания игровой карьеры Людмила Булдакова работала тренером. Соавтор книги «Шесть в защите — шесть в нападении» (1979). Умерла от болезни сердца 7 ноября 2006 года. Похоронена на Красногорском кладбище.

## Достижения

### Клубные
- 6-кратная чемпионка СССР — 1960, 1962, 1970—1973;
  - 4-кратный серебряный призёр чемпионатов СССР — 1957, 1958, 1966, 1974;
  - двукратный бронзовый призёр чемпионатов СССР — 1965, 1969;
- 8-кратный победитель розыгрышей Кубка европейских чемпионов — 1961, 1965, 1968—1972, 1974;
  - трёхкратный серебряный призёр Кубка европейских чемпионов — 1966, 1967, 1973.

### Со сборными
- двукратная олимпийская чемпионка — 1968, 1972 (капитан сборной СССР на обоих турнирах);
  - серебряный призёр Олимпийских игр 1964;
- трёхкратная чемпионка мира — 1956, 1960, 1970;
  - серебряный призёр чемпионата мира 1962;
- трёхкратная чемпионка Европы — 1958, 1967, 1971;
  - серебряный призёр чемпионата Европы 1955;
- двукратная чемпионка Спартакиад народов СССР в составе сборной Москвы — 1967, 1971 (в 1967 одновременно чемпионка СССР);
  - серебряный призёр Спартакиады народов СССР и чемпионата СССР 1959 в составе сборной Москвы.

## Награды и звания
- Заслуженный мастер спорта СССР;
- Орден Трудового Красного Знамени (дважды);
- Орден «Знак Почёта» (дважды);
- Медаль «За трудовую доблесть».

## Семья
- Первый муж (с 1959) — Игорь Булдаков (1930—1979), гребец, заслуженный мастер спорта СССР.
  - Дочь — Татьяна.
    - Внуки — Дарья, Надежда.

- Второй муж — Станислав Сергеевич Жуков (1938—2002).
  - Дочь — Юлия Константинова (Жукова; род. 1975).
    - Внуки — Анна, Артём, Матвей.

## Память
С 2007 года Всероссийской федерацией волейбола ежегодно вручается приз имени Людмилы Булдаковой лучшей волейболистке по итогам чемпионата России.
20 октября 2012 года Людмила Булдакова включена в волейбольный Зал славы в Холиоке.